# 信号保安

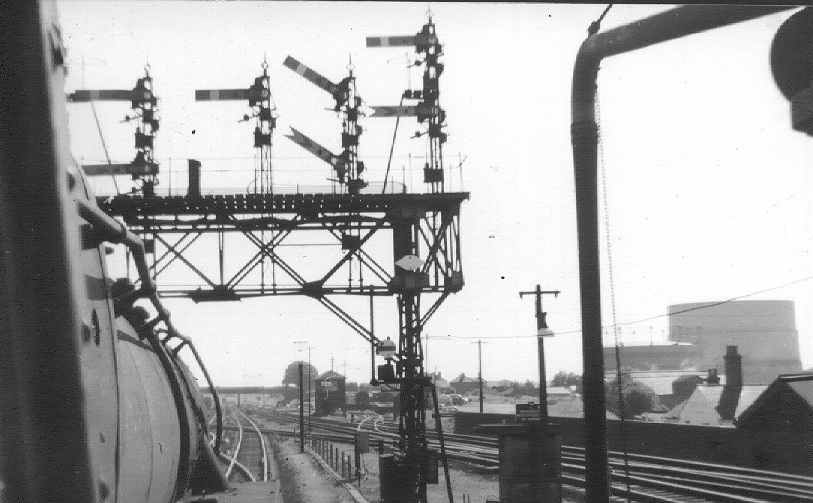
蒸気機関車の運転台から見たイギリスの腕木式信号機と門形支持物

信号保安（しんごうほあん）とは、鉄道において列車の安全を保ち、特に衝突を防ぐために用いられる装置やシステム、運行規定の総称である。固定された線路を移動し、運転士が障害物を視認してからでは止めることができないほど高速で走行する列車は、特に衝突に弱い。このため、アメリカではウェッブ・ボール（Webb C. Ball）を1891年に時刻調整責任者（general time inspector）に任命し、鉄道用の時計の厳正な管理に努めることになった。また、イギリスでは、アーマー鉄道事故をきっかけとして1889年鉄道規制法（Regulation of Railways Act 1889）が成立し、閉塞や連動装置などの様々な安全装置が導入されることになった。
列車の制御は、多くの場合、各区間の責任者（例えば信号手や駅長）から通行許可を乗務員に与える形で行われている。運行のための一連の手続きと、運行に用いられる設備をまとめて、イギリスでは"method of working"、アメリカでは"method of operation"、オーストラリアでは"safeworking"などと呼ぶ。全ての方式で必ずしも物理的な信号装置を必要とするわけではない。また単線の鉄道に限定されている方式もある。

## 運行方式による保安
1830年に初めての実用的な鉄道である、リバプール・アンド・マンチェスター鉄道が開通した時点では、まだ電信も電話も発明される前であった。実際に列車に乗って移動して情報を伝達する以上に速く情報を伝える手段はなく、現在のように信号設備を用いて列車の運行の安全を図ることはできなかった。このため情報伝送に頼らずに列車の保安を行う方式が工夫された。
単線区間では正面衝突の危険が大きく、十分な安全を確保することができないものと考えられて、当初のイギリスの鉄道はほとんど複線で建設が進められた。一方で、アメリカでは人口が少なく経済性の観点から単線での鉄道敷設が進み、単線に対応した保安方式が考案された。

### 時刻表運行方式
設備の観点でもっとも単純な保安方式は、単に決められた時刻表に厳正に基づいて列車を運行させることである。全ての乗務員が熟知しているべき、固定された時刻表が作成される。各列車は、決められた時刻に決められた区間を走り、それ以外の列車はその区間を走行することを許されない。ダイヤ上で他の列車と衝突しないような計画が作成されていて、全ての列車が完全にそれに基づいて走っている限りは、事故は発生しないことになる。
単線の線路を列車が対向して運行している時は、対向列車を待ち合わせる場所がダイヤ上で決められ、各列車は必ず対向列車を決められた場所で待たなければならない。どの列車も対向列車が到着するまでは出発することが許されない。アメリカでは、2つの緑の旗（夜間は緑のライト）が、最初の列車に続行して次の列車が来ることを示し、待機列車はその続行列車も待たなければならないことを意味している。これに加えて、旗を持ってきた列車は8回のブラストと汽笛を到着に際して鳴らし、待機している列車はこれに応えて8回のブラストを響かせることになっている。
時刻表運行方式には欠点が存在する。まず、前方の線路が開通している確固たる保証が何も存在せず、開通している時刻であると計画されているに過ぎないということである。機関士が計画を見誤ったり勘違いしたりした場合に事故を防ぐ手段は何も用意されていない。
またこの方式では、機関車の故障やその他の問題の発生によって列車が運行できなくなったり遅れたりした場合への対処が困難である。駅間で列車が立ち往生してしまった場合、その列車の乗務員は他の列車を止めるためすぐに列車防護を行う必要がある。十分列車から離れた位置まで歩いて警告の旗を立てるか、信号弾を打ち上げるか、信号雷管を設置して、他の列車の乗務員に立ち往生している列車がいることを知らせることになっていた。あらかじめダイヤ上それらの列車防護に必要な時間を見込んで列車間隔を設定する必要があった。
さらに、このシステムは柔軟性に欠けるという問題もある。事前の通知なしには列車を追加で走らせることができず、遅らせたり運転整理を実施したりすることもできない。
上述の問題の結果として、システムが非効率であるという問題もある。柔軟性を備えるために、ダイヤ上で各列車に遅れを許容する広い時間幅を与える必要があり、路線の各列車による占有時間が本来必要な時間よりも長くなってしまう。
そうした問題があるものの、このシステムは列車より速く情報を伝達する通信手段がなくても広範囲に施行することができ、北アメリカでは鉄道の草創期に一般的に用いられている方式であった。

### 時刻表・列車順序方式
電信が発明されたことにより、列車より速く情報を伝達する手段が登場したため、より洗練された運行方式を実現することが可能となった。電信により、列車順序（train order）と呼ばれる、ダイヤの変更が行われるようになった。これにより、列車の運休、運転整理、特発などが実施されるようになった。
列車の乗務員は停車駅で列車順序に関する情報を受け取り、また場合によっては走行中、駅を通過している時に長い棒を使って渡されることもあった。運転指令員は、列車を待避線に入れて対向列車を待ち合わせさせたり、優先度の高い列車を先に通すために側線に待避させたり、同じ方向へ続行する列車に間隔を空けさせたりすることができるようになった。
時刻表・列車順序方式の運行は、1960年代までアメリカの鉄道でよく用いられ、特にウォーバッシュ鉄道（Wabash Railroad）やニッケル・プレート鉄道（Nickel Plate Road）では大規模に運用された。カナダでは1980年代後半までアルゴマ・セントラル鉄道（Algoma Central Railway）や、カナディアン・パシフィック鉄道（Canadian Pacific Railway）の一部の路線で用いられていた。
時刻表・列車順序方式は北アメリカ以外ではあまり用いられず、また北アメリカでも交通量の少ない路線では無線を用いた制御に、多い路線では自動信号方式に置き換えられて消滅した。

## 閉塞

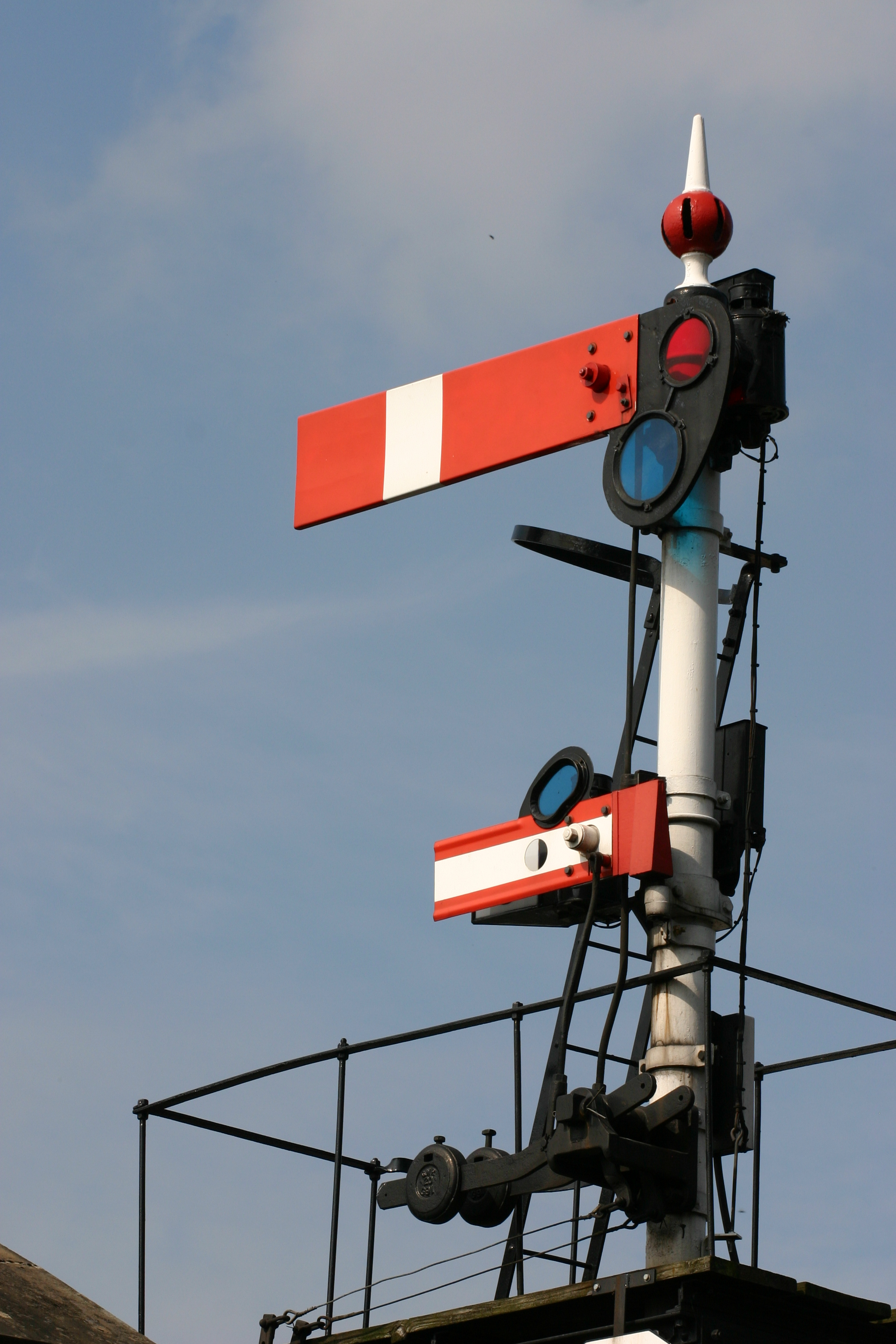
イギリスの下動作式腕木式信号機（停止現示）とその下に従属信号機

同時に同じ区間を異なる列車が占有できないようにすれば、列車はお互いに衝突することはない。このため、鉄道では路線を閉塞と呼ぶ区間に分割している。通常は、1本の列車のみが1つの閉塞区間に進入することが許され、これがほとんどの鉄道の安全システムの基本となっている。

### 閉塞の歴史
それぞれの線路で一方向に列車を走らせることができる複線の鉄道路線では、追突を防ぐためにそれぞれの列車の間に十分な間隔を空けなければならない。鉄道のごく初期には、係員（当初は警察官出身者を雇ったため、ポリスメン（policemen）あるいはオフィサー（officer）と呼ばれていた）が線路に沿って一定の間隔で配置され、ストップウォッチを持ち先行列車が通過してから一定の時間が経過したかどうかを通過する列車の運転士に手信号で伝えていた。この方式は時隔法（time interval working）と呼ばれていた。先行列車の通過から短い時間で続行列車が通過する場合は、速度を落として間隔を空けることになっていた。
計時する係員は、先行列車がその区間を通過したかどうかを知る手段が何もなく、先行列車が何らかの理由で停車してしまった場合、続行列車の乗務員はそれを視認しない限りはそれを知ることができなかった。この結果当然ながら、初期の鉄道では事故が日常的に発生していた。電信が発明されたことによって、駅員や信号扱所の係員は、列車が通過してその区間が開通したことを知らせるメッセージを伝えることができるようになった。このシステムが閉塞である。
1830年代から手信号の代わりに固定された機械式の信号機が使われるようになった。信号機は当初それぞれに操作されていたが、後に一定範囲の信号機の操作てこを信号扱所にまとめて取り扱うことが普通になった。列車が区間に進入すると、その区間の信号機を信号手が操作して停止現示にする。列車が通過したことを知らせるメッセージが来ると、信号手は信号機を進行現示に戻す。
閉塞方式は1850年代から1860年代にかけて徐々に普及し、アーマー鉄道事故をはじめとする数々の列車事故を受けてイギリス議会が1889年に規制法を成立させて法的に強制的に適用されることになった。この法律は全ての旅客列車に閉塞方式を使用することを義務付け、また連動装置も義務付けられていた。これらの装置は現代の鉄道の基本的な保安装置となっている。ほぼ同時期にアメリカでも同様の規制が行われるようになった。
全ての閉塞方式が信号機によって保安されていたわけではない。交通量の少ない単線区間では、通票（トークン）を各列車の運転士が携行し、その通票を所持していることがその区間に進入する権限があることを保証するという方式が用いられていた。

### 閉塞区間への進入と進出
列車が閉塞区間に進入する前には、信号手はその区間に他の列車がいないことを保証しなければならない。列車が閉塞区間を通過したら、信号手は列車の通過をその閉塞区間の担当信号手に通報する。先行列車が通過したことをあらかじめ知らされていたとしても、信号手は次の列車を進入させる時にはあらためて進入許可を受けることになっていた。列車が閉塞区間を抜ける時、信号手は列車の通過報告をする前に列車の末端の標識を確認しなければならない。末端標識を確認することにより、列車分離が発生してその区間に車両の一部が残留していないことを保証する。末端標識は日中は白い円盤か、夜間は点灯または点滅する赤いランプであった。次の閉塞区間に進入する際に、信号手が末端標識が付いていないことを確認した場合、信号手は次の信号扱所に連絡を取って、その列車を止めて調査するようになっていた。

### 許容閉塞・絶対閉塞
許容閉塞方式では、前方の閉塞区間に列車が在線していることを信号機が示していても、続行列車がその区間に先行列車を視認したらいつでも止まれる程度の低速で進入することが許される。この方式は場合によっては効率を改善できるために用いられており、主にアメリカで使われていた。多くの国では貨物列車に適用が限定され、また視界の程度によってこの方式の適用が制限されていた。
許容閉塞方式は、停止現示の信号機で待たされて一定時間が経っても運転士が信号手と連絡をとることができなかったり、信号手が電信の故障などにより次の信号扱所と連絡を取ることができなかったりするような緊急時にも用いられた。この場合、列車は20マイル毎時かそれ以下の非常に低速で進行して、障害物を発見次第すぐに止まれるようにすることが決まっていた。霧や雪の場合など視界が悪い時には、この措置は禁止されていた。
絶対閉塞方式では原則としてそのようなことはないが、それでも完全に「絶対」であるわけではない。複数の列車が1つの閉塞区間に許可を得て進入することもある。これは駅で列車を分割したり併合したり、故障した列車を救援する時に必要となる。このような進入許可を与える時、信号手は運転士に前方の状況を伝え、運転士はそれを考慮に入れて安全に運転する。通常は、信号機は停止現示のままで、運転士は口頭で前方の列車の状況を説明されて進行の許可を得る。連結作業を行う駅など、日常的に他の列車が在線する閉塞区間に列車を進入させる必要がある場所では、誘導信号機と呼ばれる従属信号機が使われることがある。

### 自動信号
自動信号システムでは、その区間に列車が在線しているかどうかを自動的に検出して、それに基づいて列車がその区間に進入してよいかどうか信号機に現示する。信号機は信号手によって制御できるようにされる場合もあるが、この場合でも進行現示は、信号手が進行に設定し、さらにその閉塞区間に他の列車が在線していない時だけ現示される。自動信号システムは列車の位置検知技術と密接に関わっている。列車位置検知技術については後の節を参照されたい。

### 固定閉塞
多くの場合閉塞は、固定された区間に設定されている。時刻表方式、時刻表・列車順序方式、通票方式では、閉塞区間は駅に始まり駅に終わる。信号機によるシステムでは、閉塞区間は信号機間に設定される。
閉塞区間の長さは、必要とする列車の運行頻度に応じて設計される。交通量の少ない路線では、閉塞区間長は数キロメートルにもおよび、交通量の多い通勤路線などでは閉塞区間長は数百メートル程度になる。
列車は、信号機が進行を現示するまで閉塞区間に入ることを許されない。あるいは、通票式の場合は、通票を受け取るまでは進入できない。ほとんどの場合、直近の閉塞が開通しているだけではなく、その先、最低限のブレーキ距離までの範囲で閉塞が開通していなければ、その閉塞に進入することが許されない。信号機の間隔を近接して設置する自動信号式の場合は、信号機の現示が1つ先の信号機の現示を参照するようになっていて、効率的に列車間に挟む閉塞区間の数を制御できるようになっている。
閉塞区間の長さ（信号機の設置間隔）を計算するためには、下記のようなことを考慮に入れる必要がある。
- 路線の最高許容速度
- 勾配（ブレーキ距離の変化を補償するため）
- その路線で運行している車両のブレーキ特性
- 視界（運転士からどの程度の距離まで信号機を見ることができるか）
- 運転士の反応時間（空走距離）

### 移動閉塞
固定閉塞を用いることの欠点として、高速な列車はブレーキ距離が長くなるため、より長い閉塞区間を占有して、線路容量を下げることがある。
移動閉塞方式では、列車の移動に伴い、閉塞区間も移動し、走行速度に応じて閉塞区間も増減する。コンピューターが各列車に対して他の列車の進入を許さない範囲を計算する。システムは各列車の現在の正確な位置、速度、進行方向を把握できることを前提に設計されており、線路や車上に備えられた様々なセンサー、タコメータ、速度計などによって計測されている（GPSは地下線やトンネルの中では測定不能になるので使えない）。移動閉塞では、路側信号機は不要となり、指示は列車に直接伝達される。これにより、安全上必要とされる最低限の間隔を保ちながら、できる限り列車を接近させて走行させることができるようになり、線路容量の増大に貢献する。
移動閉塞はCBTCにも採用される。
移動閉塞は、ロンドンのドックランズ・ライト・レイルウェイ（Docklands Light Railway）や、ニューヨークのカナーシーL線（Canarsie "L" Line）などで用いられており、ジュビリー線でも使用する計画がある。イギリスのウェスト・コースト本線（West Coast Main Line）の近代化でも移動閉塞を採用して、最高速度を140マイル毎時まで引き上げることが計画されたが、十分成熟した技術ではないと考えられたことと、他の線との接続点が多いことなどから、計画は断念された。移動閉塞はERTMSのETCS level 3でも仕様に入っており、この仕様では列車はブレーキ距離だけの間隔で先行列車に続行して走ることができるようになっている。
日本ではJR東日本で無線式の移動閉塞制御を実用化させ、無線による列車制御システム「ATACS」を2011年春から仙石線あおば通駅-東塩釜駅間に導入すると発表した。

## 信号機
ほとんどの鉄道では、信号機が路側に立てられて、運転士に前方の路線が開通しているかどうかを伝え、列車の間隔を十分空けるために用いられている。

### 機械式信号機
最初期の信号機は、現示を物理的な動作で示していた。最初期のものは、運転士から見えるように正対して向けるか、線路に平行した向きに向けて運転士から見えないようにするか、回転させることができるボードであった。この方式の信号機は現在でもフランスやドイツなどいくつかの国では使用されているが、機械式信号機として世界的に普及したのは腕木式信号機である。腕木式信号機には角度を変えることができる腕が備えられている。水平な腕が停止現示など、最も制限的な指示を伝える。
機械式信号機は、信号扱所のてこからワイヤで接続されて遠隔操作されることが一般的であるが、人間の力で動かすには遠すぎる場合には電動式や油圧式の装置も用いられる。

### 色灯式信号機
現代のほとんどの鉄道では、色灯式信号機が機械式信号機を置き換えている。色灯式信号機は昼でも夜でも同じ現示方式を使用することができ、機械式信号機に比べてメンテナンスの手間が少なく済む。

### ルートシグナルとスピードシグナル
イギリスの鉄道信号はルートシグナルの原則に基づいている。一方で、世界中のほとんどの鉄道のシステムはアメリカが考案したスピードシグナルの原則に基づいている。
ルートシグナルでは、運転士は列車の進行する進路に基づく信号機を見る（進路が1つしかない場合は信号機も1つである）。信号機に設置された進路指示器を見ることで進路を知ることができる。運転士は、あらかじめ学習しているその進路の制限速度か、あるいは線路脇の速度制限標識に基づいて、進入する進路に応じた速度で列車を走らせる。この方式の欠点は、運転士がよく知らない路線に乗務する時にはその進路に応じた速度が分からないということである。この欠点ゆえに事故も起きている。
スピードシグナルでは、運転士は列車がどの進路に入るのかは知らされず、単に許容する速度が信号機に表示されるだけである。スピードシグナルを採用する場合には、ルートシグナルに比べて信号現示の段数を増やす必要があるが、運転士の路線に対する知識に頼らずに済む。

### 接近現示
列車が本線に比べて速度がかなり制限される進路へ進入する場合には、事前に適切な警告を運転士に伝える必要がある。スピードシグナルでは、分岐先の進路に応じた信号現示が行われるので、接近現示は必要ではない。
ルートシグナルでは、制限速度を伝達する現示は存在しないので、接近現示（approach release）というシステムが用いられている。接近現示では、分岐点の信号機は常に最も制限的な現示（通常は停止現示）が表示される。これによりその手前の信号機は注意現示になる。運転士はこの注意現示を見て、実際に分岐進路に進むかどうかによらず減速する。列車が実際に分岐点の信号機に接近すると、現示が進行（もしくはその先の進路の在線状況に応じた現示）に変わる。
分岐器の制限速度がほとんど本線の速度と同じである場合には、この仕組みは不必要である。

## 連動装置
鉄道の草創期には、列車に進行を許可する前に正しい進路に分岐器が開通していることに対して信号扱手が責任を持っていた。誤った信号機や分岐器の取り扱いは事故につながり、しばしば致命的なものとなった。
分岐器や信号機など、互いに関連している装置の動作を結び付ける連動装置は、そのようなミスを防止して安全性を向上するために導入された。これにより、開通していない進路の信号機に進行現示を出すような誤りを防ぐことができるようになった。例えば、駅から列車の出発を許可する信号機を進行に変えるためには、その進路上の分岐器が全て正しい方向に切り替わっている必要があり、一旦出発を許可する信号が出れば、それらの分岐器を使う他の進路に対しては一切進行許可を出すことができなくなるように鎖錠（ロック）される。これにより、信号扱手が誤った指示を出そうとしても、連動装置が受け付けずに事故を防ぐことができる。
初期の連動装置は、信号機や分岐器の操作と安全性の保証を機械的に行っていた。1930年代からリレーを用いた連動装置が用いられるようになった。1980年代後半からエレクトロニクス技術を用いた様々な連動装置が登場するようになっている。

## 列車位置検知技術
自動閉塞や連動装置の一部の機能を実現するためには、列車の現在位置を検出する技術が必要となる。

### 軌道回路
列車がその区間に在線しているかどうかを検知する方法として一般的なものは軌道回路である。各区間の走行用のレールは他の区間と電気的に絶縁されており、区間の一方の端でレールに電流を流す。リレーが反対側の端に取り付けられている。列車が在線していない場合、リレーによって電流の回路が形成され、リレーが動作する。列車がその区間に進入すると、列車の車軸が回路を短絡して電流がリレーに流れなくなり、リレーが落下する。
この方式では、明示的に列車の全てが閉塞区間を出たことを検出する必要がない。列車の一部が分離して閉塞区間に残留した場合、その残留した車両自体が軌道回路によって検知され続けるからである。
この方式の回路は、信号を現示すると共にその他の連動目的でも列車を検知するために用いられている。例えば、分岐器の上に列車が在線している時にその分岐器を転換させないようにするといった目的でも用いられる。電気回路は、信号機に進行現示を出す前に関連する分岐器が正しく開通していることを保証する目的でも用いられる。軌道回路方式を利用している区間では、保線の係員などは軌道短絡器というクリップと導線で構成された機材を携帯しており、軌道に欠陥を発見した場合などにこれを使って両方のレールを短絡する。これにより当該区間の信号機は停止現示に変わり、信号手に連絡を取るよりも速く事故の発生を防止できる。

### 車軸カウンタ
列車の在線検知に用いられるもうひとつの方法は、車軸カウンタ方式である。区間開始点、終了点のそれぞれで、通過する車軸の数をカウントして比較する。区間から出た車軸数が進入した数に達したことで、その区間には列車の在線がなくなったと判定できる。この方式には、軌道回路方式と比べて長所と短所がある。
長所：通常の軌道回路方式では、湿度が高い場所や長い区間では道床から電気が漏れて渡りバラスト軌道自体の電気抵抗が低下するので、検知精度が落ちてしまう。しかし車軸カウンタ方式なら， 湿ったトンネルのような湿度が高い場所や、非常に長い区間、また、鉄製枕木の区間でも使用できる。
短所：軌道回路方式ではレールの破損などの軌道自体の問題も一緒に検出できことがあるが、車軸カウンタ方式では検出できない。また、停電によってカウント機能が停止した後、電力供給が再開された場合に、軌道回路方式なら、復電後即座に、自動的に、在線状態が確定する。しかし車軸カウンタ方式では、停電している間に列車が出入りした可能性があり復電時に在線状態は不明にとどまる。停電前のカウンタを信用してはいけない。実際、セヴァーントンネル事故では、列車状況を確認せずに人がカウンタをリセットしたことで起きた可能性がある。列車を区間から出したことを慎重に確認し、新たに列車を通過させれば正確にリセットできるが、非常に手間と時間がかかる。

## 自動列車保安装置
運転士が信号機の現示を見落として列車を進行させると、しばしば大事故につながる。このため、信号無視を防ぐために多くの保安装置が考案されている。地上側から列車に対して信号機の現示の情報を伝送する地上装置と、それを受け取って列車の速度を制御する車上装置の組み合わせで動作するようになっている。システムによって、単に運転台に視覚的・聴覚的な方法で警告を出すだけのものもあれば、警告に運転士が反応しなかった場合に自動的にブレーキを掛けるもの、さらに運転士の操作によらずにほとんど自動的に列車を運転するようになっているものまで様々なものがある。また、信号機を通過する時点でのみ作動する装置もあるが、より洗練された装置は連続的に制限速度の監視を行う。
装置によっては、信号機の現示を厳守させるだけではなく、曲線や分岐器通過時の制限速度を守らせるといった目的でも使われることがある。
悪天候で視界がよくない場合には、これらの安全装置は特に有用である。人間はミスを犯す存在であるので、こうした装置は事故を防ぐためには不可欠なものであると考えられている。

## 車内信号方式
最新のシステムでは、前方の進路の開通状況が電気的に車上に伝えられ、運転台のディスプレイに常に表示されて、停止現示を冒進した際には自動的にブレーキが掛かるようになっている。こうした装置を車内信号と呼ぶ。

## 運行規定
鉄道会社の運行規定や取扱規則は、安全性を向上するために運用されている。国によって、あるいは鉄道会社によって規定は様々に異なっている。

### オーストラリアの運行規定
オーストラリアでは、運行規定は"safeworking"と呼ばれている。

### 北アメリカの運行規定
北アメリカでは、運行規定は"method of operation"と呼ばれている。北アメリカでは3つの主な運行規定がある。
- Canadian Rail Operating Rules（CROR）、カナダのほとんどの鉄道で使用
- General Code of Operating Rules（GCOR）、アメリカのほとんどの鉄道で使用
- Northeast Operating Rules Advisory Committee（NORAC）、アメリカの北東部の鉄道で使用

### イギリスの運行規定
イギリスでは運行規定は"method of working"と呼ばれている。